# His Hero Is Gone
His Hero is Gone – краст-панк-группа из Мемфиса, штат Теннесси. Была образована в 1995г. членами групп Copout, Man With Guns Lives Here и Face Down. Распалась в 1999, отыграв в Мемфисе последний концерт. В течение нескольких лет His Hero is Gone совершили ряд туров по Соединенным Штатам, Европе и Японии. Записали и выпустили три альбома на независимом лейбле Prank Records. Впоследствии (равно как и во время существования His Hero is Gone) члены группы принимали участие в различных проектах, среди них Deathreat, Call The Police, Dimilaia, Warcry, Union of Uranus и прочие. Основные участники группы (Todd Burdette, Paul Burdette, Yannick Lorrain) сформировали группу Tragedy, с более традиционным хардкор-панк звучанием. Агрессивный, грязный звук, протест обществу потребителей в текстах песен, а также отказ от саморекламы в интернете и сотрудничества с крупными лейблами характеризует «идейную» составляющую музыки His Hero is Gone.

## Дискография
The Dead of Night in Eight Movements 7"(1996) Prank Records 

15 Counts oF Arson LP (1996) Prank Records 

Monuments To Thieves LP (1997) on Prank Records 

Split 12" with Union Of Uranus (1998) Great American Steak Religion

Fools Gold 7" (1998) Great American Steak Religion

Fools Gold 7" (1998) European Pressing on Coalition Records 

The Plot Sickens LP (1998) Great American Steak Religion

Skinfeast Track on Complacency compilation 7" (1997) Tuttle Records 

Disinformation Age track on Cry Of Soul 7" Compilation (1998) Crow Records, Japan 

T-Minus Zero Track on Fiesta Comes Alive compilation LP (1998) Slap A Ham 